# Donaghmore (Noord-Ierland)
Donaghmore (Iers: Domhnach Mor) is een plaats in het Noord-Ierse County Tyrone. Donaghmore telt 906 inwoners. Van de bevolking is 10,4% protestant en 89,2% katholiek.
In Donaghmore staat het Donaghmore Cross, dat dateert uit de negende of vroege tiende eeuw.

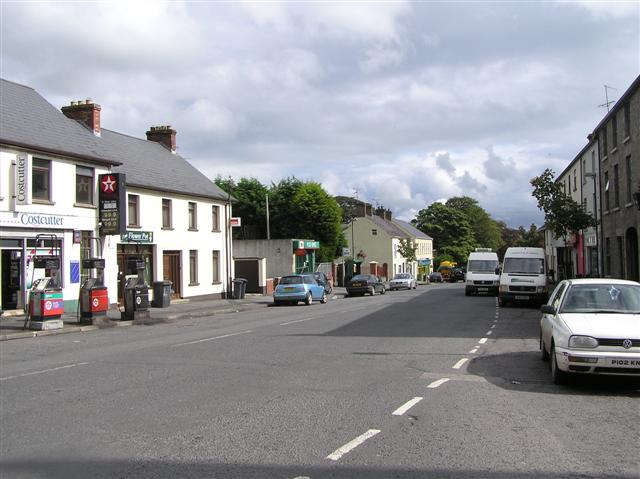